# Kasuta
Kasuta (błr. Касута, Касutа, ros. Косута, Kosuta) – wieś na Białorusi, w obwodzie mińskim, w rejonie wilejskim, 10 km na wschód od Wilejki. Wchodzi w skład sielsowietu Krzywe Sioło. Nazwa miejscowości pochodzi od rzeki Kasutki, dopływu Wilii.
Siedziba parafii prawosławnej pw. Świętych Apostołów Piotra i Pawła.

## Historia
Nad brzegiem rzeki Kasutki znaleziono pozostałości 2 starożytnych osad z epoki kamienia.
Pierwsza pisemna wzmianka o wsi Kasuta pochodzi z 1499 roku. Z dokumentów wynika, że pod koniec XV w. osada ta była siedzibą urzędników Wielkiego Księstwa Litewskiego. Po śmierci Bartosza Montowicza h. Topór wieś stała się własnością jego żony księżnej Jadwigi Holszańskiej. Następnie właścicielem miejscowości był syn Bartosza, Stanisław Montowicz. Po jego śmierci wieś przeszła na własność jego żony Jadwigi Olegownej, która wyszła ponownie za mąż za kasztelana wileńskiego Stanisława Kieżgajło. Wieś należała do niego od 1518 r. W 1529 r. była własnością jego syna Stanisława. Znajdowało się tu wówczas 206 domów. Później właścicielami majątku byli kanclerz wielki litewski Jan Juriewicz Hlebowicz, biskup żmudzki Wacław Wierzbicki oraz Wiśniowieccy.
Na początku XVII w. wieś należała do rodu Sapiehów, którzy przyczynili się do budowy unickiego klasztoru bazylianów i szkoły. Od 1638 r. majątek przeszedł na własność Sebastiana Świackiego, który ufundował cerkiew Zmartwychwstania Chrystusa i prawosławny monaster. Świacki przekazał zakonowi bazylianów część majątku i okoliczne wsie, w Kasucie wydzielił ziemię pod cmentarz i unicką cerkiew Zaśnięcia Najświętszej Maryi Panny. W 1773 r. w unickim klasztorze Trójcy Przenajświętszej mieszkało 6 kapłanów.
Podczas powstania Chmielnickiego zamek został zniszczony, lecz odbudowano go w kolejnych latach. W okresie od XVIII do XIX w. właścicielami miejscowości były szlacheckie rody Lubańskich, Pianszenskich, Krzywobłockich, Puzynów, Romerów, Sulistrowskich, Tukałłów, Wittgensteinów. W wyniku II Rozbioru Polski wieś znalazła się w Imperium Rosyjskim, w ujeździe wilejskim guberni mińskiej, od 1843 r. wileńskiej.
Jeszcze pod koniec XVIII wieku w Kasucie znajdował się stary drewniany kościół Wniebowzięcia Najświętszej Marii Panny, w którym został ochrzczony hetman kozacki Filip Orlik. Obecnie w miejscu kościoła znajduje się murowana cerkiew prawosławna pw. Świętych Apostołów Piotra i Pawła, zbudowana w 1868 roku w stylu neorosyjskim. Na skraju wsi znajdują się pozostałości zburzonego dworu. W 1855 r. wieś należała do marszałka szlachty wileńskiej Mieczysława Tukałło herbu Szreniawa.
Na początku XX w. zaścianek Kosuta leżał w gminie Rabuń, w powiecie wilejskim w guberni wileńskiej Imperium Rosyjskiego.
W dwudziestoleciu międzywojennym wieś leżała w gminie Rzeczki, od 1 stycznia 1926 roku w gminie Kurzeniec w powiecie wilejskim woj. nowogródzkim/Ziemi Wileńskiej/woj. wileńskim. Po agresji ZSRR na Polskę w 1939 roku wieś znalazła się pod okupacją sowiecką, w granicach BSRR. W latach 1941–1944 była pod okupacją niemiecką. Następnie leżała w BSRR.
Według Powszechnego Spisu Ludności z 1921 roku wieś i zaścianek zamieszkiwało 168 osób, 3 były wyznania rzymskokatolickiego a 165 prawosławnego. Jednocześnie 18 mieszkańców zadeklarowało polską, 150 białoruską przynależność narodową. Było tu 25 budynków mieszkalnych. W 1931 w 29 domach zamieszkiwało 185 osób.
Wierni należeli do parafii rzymskokatolickiej w Kurzeńcu i miejscowej prawosławnej. Miejscowość podlegała pod Sąd Grodzki w Wilejce i Okręgowy w Wilnie; właściwy urząd pocztowy mieścił się w Kurzeńcu.
W 1973 r. podczas napełniania wodą Zalewu Wilejskiego zalano większą część miejscowości.
Od 1991 roku miejscowość leży w Republice Białorusi.

## Zbiorowa egzekucja
Podczas II wojny światowej, przez miejscowość byli eskortowani więźniowie więzienia w Wilejce, ewakuowani przez NKWD na wschód po wybuchu wojny niemiecko-sowieckiej. W ślad za wyprawionymi z Wilejki kolumnami wyruszyli niektórzy krewni i znajomi więźniów. To oni przede wszystkim odnajdowali ciała ofiar na trasie przemarszu kolumn ewakuacyjnych. 26 czerwca 1941 r. w pobliżu wsi miały miejsce egzekucje około 50–60 ofiar (zobacz Droga śmierci Wilejka-Borysów). W lesie, w którym dokonano egzekucji ustawiono dwa krzyże, prawosławny i katolicki.

## Znani mieszkańcy
- Filip Orlik – hetman kozacki
- Rascisłau Łapicki – białoruski działacz antysowiecki
- Aleh Łapicki – białoruski działacz antysowiecki

## Galeria

Kasuta
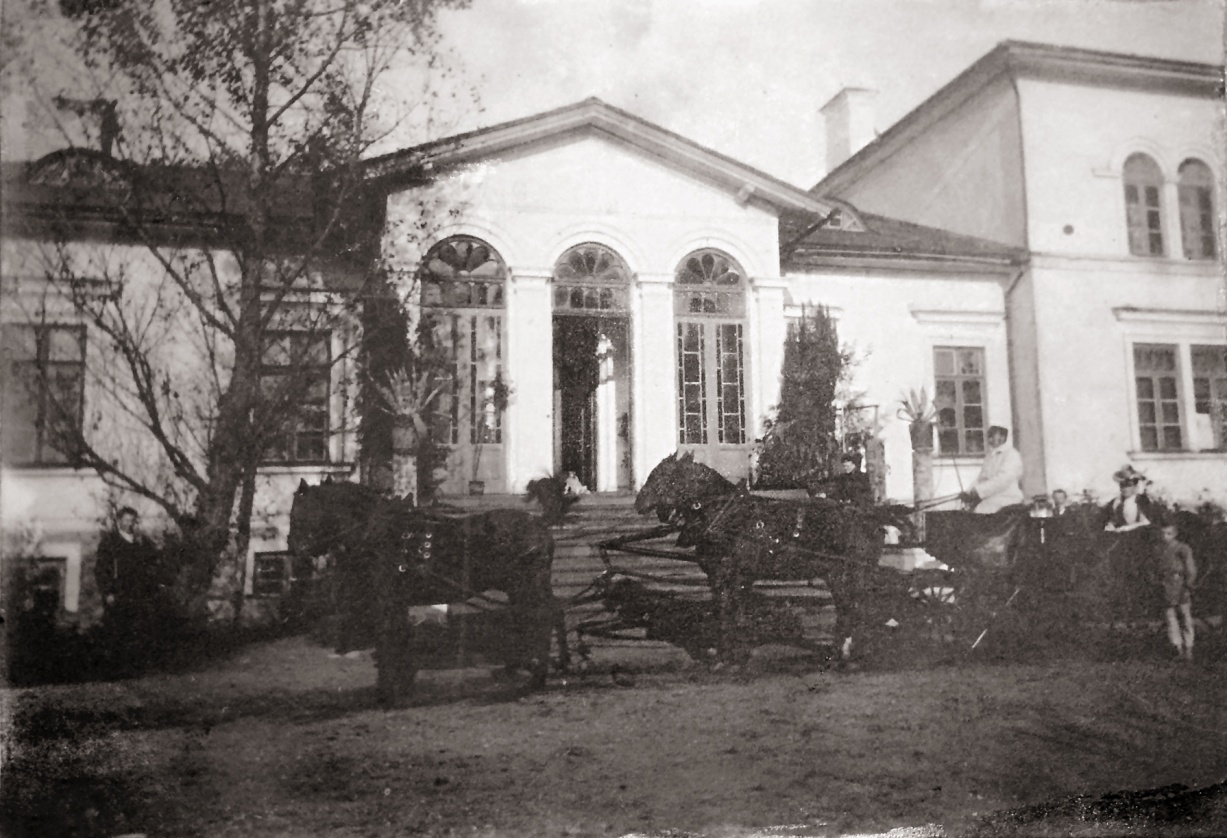
Dwór Tukałłów
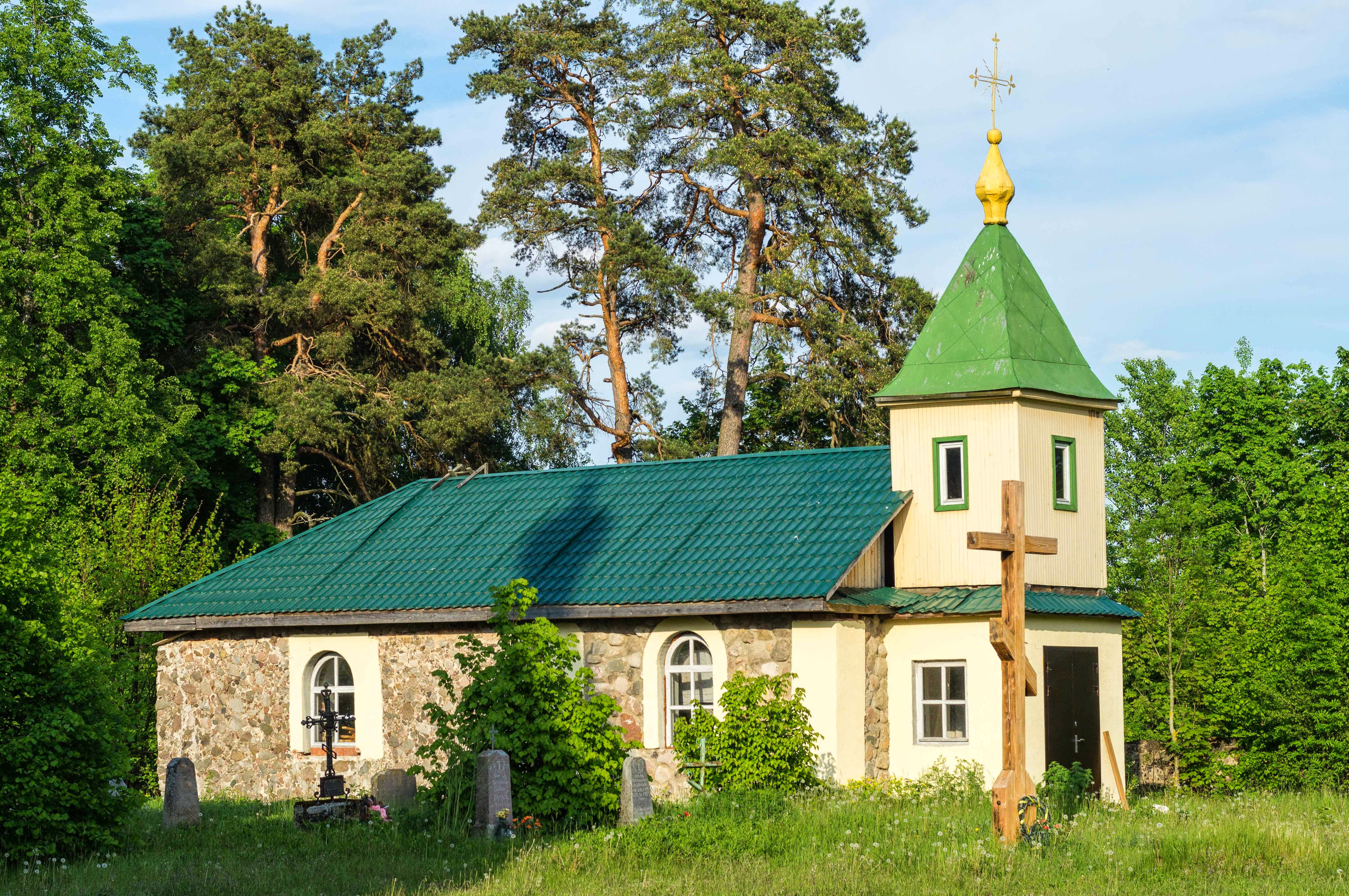
Kaplica z przełomu XVIII i XIX w.
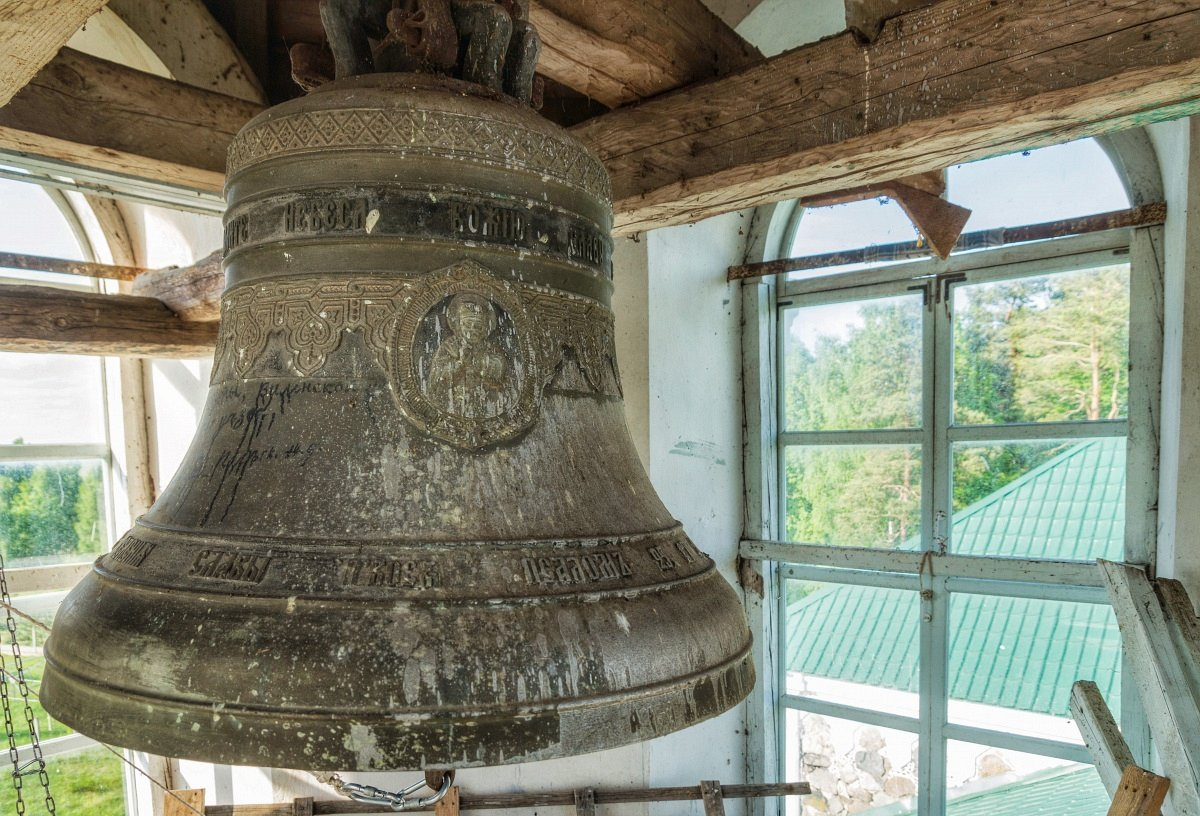
Dzwon z cerkwi św. Apostołów Piotra i Pawła